# Andrew Hunter
Andrew Robert Frederick Hunter, född 8 januari 1943 i Harpenden, Hertfordshire, är en brittisk politiker. Han var parlamentsledamot för valkretsen Basingstoke i England från valet 1983 till valet 2005. Andrew Hunter tillhörde Conservative Party till 2002, då han blev oberoende parlamentsledamot. Han kandiderade i valet 2003 till Nordirlands parlament för Democratic Unionist Party (DUP), men lyckades då inte bli invald. Den 10 december 2004 anslöt han sig till DUP:s parlamentsgrupp i det brittiska underhuset, och blev därmed deras förste parlamentsledamot utanför Nordirland. Andrew Hunter ställde inte upp i valet 2005. 